# FIKE (Filmfestival)
Das FIKE (offiziell: FIKE - Festival Internacional de Curtas-Metragens de Évora) ist ein portugiesisches, jährlich im Herbst stattfindendes Filmfestival in Évora, dass sich dem Dokumentarfilm widmet.
Eine internationale Jury wählt die Gewinner aus. Der internationale Kritikerverband FIPRESCI ist mit einer Beobachterin beim FIKE vertreten, mit der syrisch-französischen Filmkritikerin Nada Azhari Gillon (Stand 2022).

## Das Filmfestival

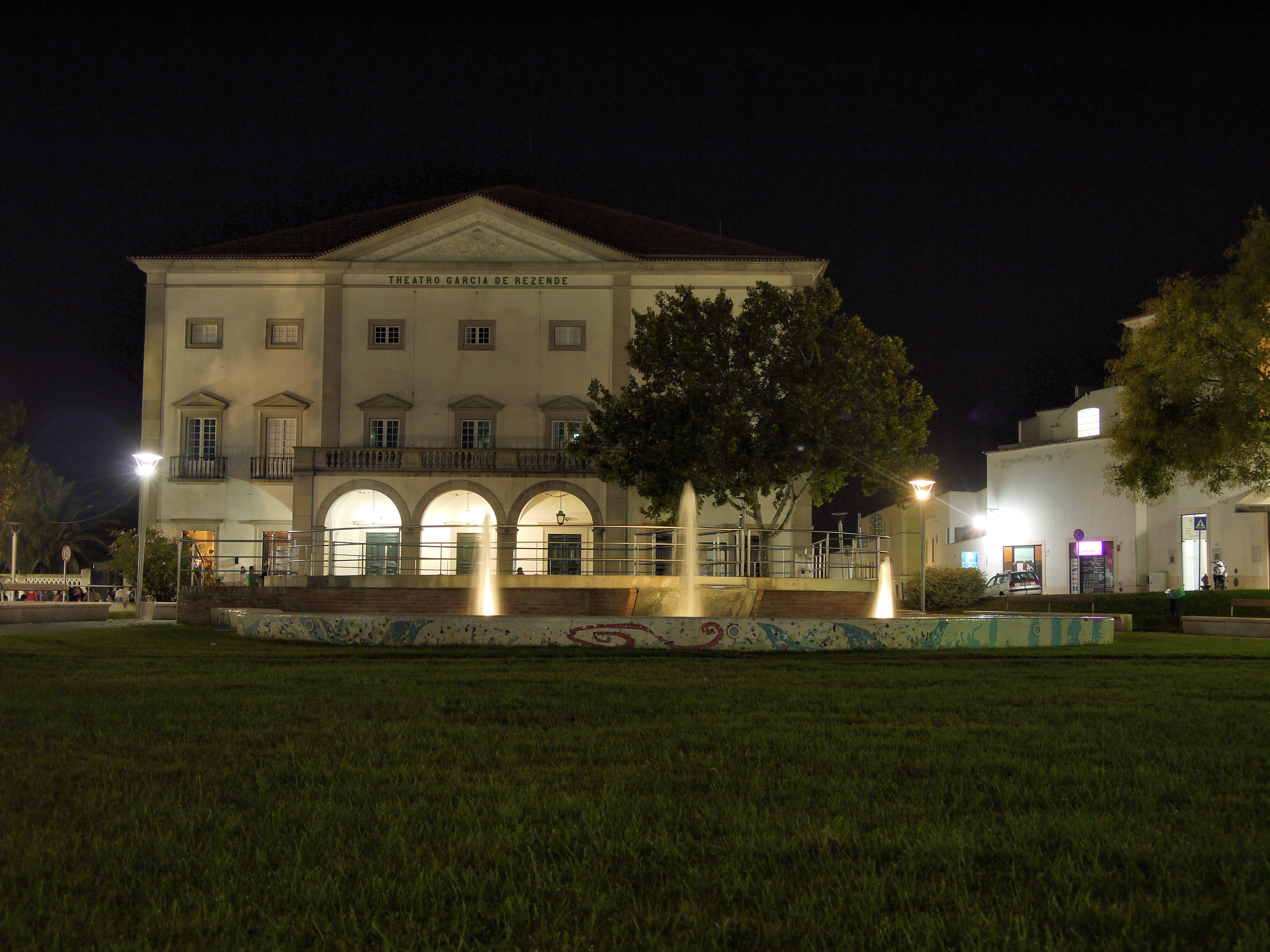
Das ab 1881 errichtete Teatro Garcia de Resende, der Hauptspielort des FIKE in Évora.

Das Festival wurde 2001 als Dokumentarfilmfestival gegründet und findet seither im denkmalgeschützten Teatro Garcia de Resende und im Auditório Soror Mariana in Évora statt.
Das Festival wird organisiert und produziert vom 1909 gegründeten Kulturverein Sociedade Operária de Instrução e Recreio Joaquim António d’Aguiar (SOIR) in Évora.

## Die Preise
Es werden verschiedene Preise vergeben und Nennungen ehrenhalber (Honorable Mention) ausgesprochen.
Troféu e Diploma (Trophäe und Diplom)
Drei Preise werden vergeben:
- Best Fiction: der beste fiktionale Film
- Best Documentary: der beste Dokumentarfilm - Prémio FIKE / Estação Imagem
- Best Animation: der beste Animationsfilm

Diplomas (Diplome)
Auszeichnungen mit Diplomen:
- Diploma Best Script: bestes Drehbuch
- Diploma Best Photography: beste Kamera
- Diploma Best European Short Film: der beste europäische Kurzfilm
- Diploma Best Acting Performance: beste Schauspielleistung

Dazu wird mit dem Public Award (Prémio do Público) ein Publikumspreis vergeben, und mit dem Prémio da Organização ein weiterer Preis, von den Organisatoren des FIKE.
Competição Nacional (Nationaler Wettbewerb)
Im nationalen Wettbewerb wird der beste portugiesische Kurzfilm ausgezeichnet (Best Portuguese Short Film Award).
Dazu kommt ein Nachwuchs-Preis (New Talents Award bzw. Prémio Novos Talentos), der mit 3.000 Euro dotiert ist und vom Kulturbüro der Region Alentejo (Direcção Regional da Cultura do Alentejo) gestiftet wird.

## FIKE 2021

### Rahmenbedingungen
Nachdem das FIKE2020 auf Grund der COVID-19-Pandemie in Portugal ausgefallen war, fand das FIKE2021 vom 20. bis zum 25. September 2021 wieder statt. Es hatten sich 3.116 Filme aus 120 Ländern beworben, von denen 43 Beiträge aus 21 Ländern für den Wettbewerb ausgewählt wurden.
Eröffnungsfilm am 20. September war Um Filme de Cinema des Brasilianers Walter Carvalho. Der Film hatte hier seine Vorpremiere. Am 22. September würdigte das Festival den portugiesischen Regisseur António-Pedro Vasconcelos (1939–2024) und zeigte seinen Spielfilm Jaime von 1999.
Das FIKE2021 wurde finanziell unterstützt durch die öffentliche portugiesische Filmförderung Instituto do Cinema e do Audiovisual (ICA), den Regionalverbund von Stadtverwaltungen des mittleren Alentejo (Comunidade Intermunicipal do Alentejo Central, CIMAC), die regionale Tourismusbehörde (Direção Regional de Cultura do Alentejo), und die Universität Évora.

### Preise
| Kategorie                        | Gewinner-Film                 | Regisseur des Films            | Produktionsland                 | Filmlänge      |
| -------------------------------- | ----------------------------- | ------------------------------ | ------------------------------- | -------------- |
| Best Fiction                     | Beyond is the day             | Damian Kocur                   | Polen                           | 25 Min.        |
| Best Animation                   | Ecorce                        | Samuel Patthey, Silvain Monney | Schweiz                         | 15 Min.        |
| Diploma Best Script              | The visit                     | Azadeh Moussavi                | Iran                            | 14 Min.        |
| Diploma Best Photography         | The silence of the river      | Francesca Canepa               | Peru                            | 14 Min.        |
| Diploma Best Acting Performance  | Pawel B. in Beyond is the day | Damian Kocur                   | Polen                           | 25 Min.        |
| Diploma Best European Short Film | Friend                        | Andrey Svetlov                 | Belarus                         | 20 Min. 30 Sek |
| Best Portuguese Short Film Award | What is not seen              | Paulo Abreu                    | Portugal                        | 24 Min.        |
| New Talents Award                | Carapau de Espinho            | André Roseira                  | Portugal                        | 28 Min.        |
| Honorable Mention                | Mamapara (Mother Rain)        | Alberto Flores Vilca           | Peru, Bolivien, Argentinien     | 17 Min.        |
| Honorable Mention                | Stolen fish                   | Gosia Juszczak                 | Vereinigtes Königreich, Spanien | 30 Min.        |
| Best Documentary                 | Son of the streets            | Mohammed Almughanni            | Polen, Libanon                  | 34 Min.        |
| Honorable Mention                | Harry in the gap              | Lucas H. Rossi dos Santos      | Brasilien                       | 10 Min.        |
| Honorable Mention                | Shadows of your childhood     | Mikhail Gorobchuk              | Russische Föderation            | 21 Min.        |
| Public Award                     | Sortes                        | Mónica Martins Nunes           | Portugal, Deutschland           | 38 Min.        |

### Die Jury
Die Jury setzte sich 2021 aus fünf Mitgliedern für den Wettbewerb und drei Mitgliedern für die Sattion Image-Jury zusammen, dazu kam die FIPRESCI-Vertreterin:
Jury
- Sergio Solas (Leiter des Gibara Film Festival in Gibara, Kuba)
- Carla Osório (brasilianische Produzentin)
- Kyrylo Marikutsa (Leiter des Kurzfilmfestivals Kiew, KISFF)
- Anna de Palma (Regisseurin)
- Vítor Moreira (Regisseur)

Jury Sattion Image
- Pedro Borges (Produzent)
- Abel Rosa (Kameramann)
- Jorge Campos (Dokumentarfilmer)

FIPRESCI-Beobachterin
- Nada Azhari Gillon (Filmkritikerin und Autorin)